# Pull-off

Pull off réalisé sur une guitare électrique

Le pull-off (de pull, « tirer » ou « crocheter » en anglais) est une technique de jeu pour instrument à cordes et plus particulièrement une technique guitaristique. 

## Présentation
Cette technique consiste pour la main active sur le manche, définie par convention comme étant la main gauche, à ôter rapidement un doigt frottant une corde, afin d'obtenir une note plus basse. Pour rendre l'effet audible et précis, il est nécessaire de tirer légèrement la corde avec le doigt qui retire son application du manche afin de faire vibrer la corde, d'où le nom de la technique. Sur les tablatures, l'effet est noté P.
La technique inverse est le hammer-on.